# 仁川客运站站
仁川客運站站（：／ Incheon-teomineol yeok */?）是仁川地鐵1號線沿線的一座地下車站，位於韓國仁川廣域市彌鄒忽區官校洞，韓語副站名為「藍色世界眼科」（푸른세상안과）。

## 車站結構
站體為2面2線側式月台的地下車站，候車月台設有月台幕門，並有6處出口。

### 月台配置
| 藝術會館 ↑   |
| \| 上        |
| ↓ 文鶴體育場 |

| 月台 | 路線               | 目的地                                           |
| ---- | ------------------ | ------------------------------------------------ |
| 上行 | ●仁川都市鐵道1號線 | 富平、富平區廳、橘峴、桂陽方向                   |
| 下行 | ●仁川都市鐵道1號線 | 源仁齋、東幕、國際業務園區、松島月光慶典公園方向 |

## 歷史
- 1999年10月6日：落成啟用。

## 車站周邊
- 仁川綜合巴士客運站
  - 樂天百貨仁川客運站店
  - 樂天瑪特仁川客運站店
  - 仁川客運站樂天影城（朝鲜语：롯데시네마）
  - 永豐文庫（朝鲜语：영풍문고）仁川客運站店
- 仁川官校初等學校
- 南仁川女子中學
- 仁川純福音教會

## 相鄰車站
仁川交通公社
●仁川都市鐵道1號線
藝術會館（I125）－仁川客運站（I126）－文鶴體育場（I127）